# Un amore speciale
Un amore speciale (The Other Sister) è un film commedia diretta da Garry Marshall nel 1999.

## Trama
Carla è una giovane donna con un handicap mentale che, dopo anni passati in un istituto torna a casa, vuole iniziare a condurre un vita indipendente, ma la madre eccessivamente protettiva non è dello stesso avviso, infatti crede che la figlia non sia in grado di badare a se stessa. Con l'aiuto dell'amore di Danny, un ragazzo affetto anche lui da un handicap mentale, Carla inizia la sua strada per dimostrare alla madre e alla società di avere le possibilità di costruirsi una vita "normale".